# Saint-Nolff
Saint-Nolff (bretonisch: Sant Nolf) ist eine französische Gemeinde im Département Morbihan in der Region Bretagne. Sie gehört zum Arrondissement Vannes und zum Kanton Vannes-3. Die 3.952 Einwohner (Stand: 1. Januar 2022) werden Nolféen(es) genannt.

## Geographie
Die Gemeinde Saint-Nolff liegt in der Landschaft Landes de Lanvaux, etwa zehn Kilometer nordöstlich von Vannes. Das Gemeindegebiet gehört zum Regionalen Naturpark Golfe du Morbihan. Umgeben wird Saint-Nolff von den Nachbargemeinden Elven im Norden und Osten, Treffléan im Südosten, Theix im Süden, Vannes im Südwesten, Saint-Avé im Südeesten und Westen sowie Monterblanc im Westen und Nordwesten.
Durch die Gemeinde führen die Route nationale 166 sowie die frühere Route nationale 775.

## Geschichte
Saint-Nolff wurde erstmals 1375 erwähnt. 
| Jahr      | 1962  | 1968  | 1975  | 1982  | 1990  | 1999  | 2006  | 2011  | 2019  |
| --------- | ----- | ----- | ----- | ----- | ----- | ----- | ----- | ----- | ----- |
| Einwohner | 1.017 | 1.082 | 1.830 | 2.537 | 3.270 | 3.300 | 3.564 | 3.712 | 3.847 |

## Sehenswürdigkeiten
- Kirche Saint-Mayeul, im 16. Jahrhundert erbaut, seit 1929 Monument historique
- Kapelle Sainte-Anne (erbaut 1493), seit 1968 Monument historique
- Kapelle Saint-Amand, erbaut 1528
- Kapelle Saint-Colomban, im 16. Jahrhundert erbaut
- Mühle von Gourvinec
- Großkreuze von Rannuec und Saint-Colombier

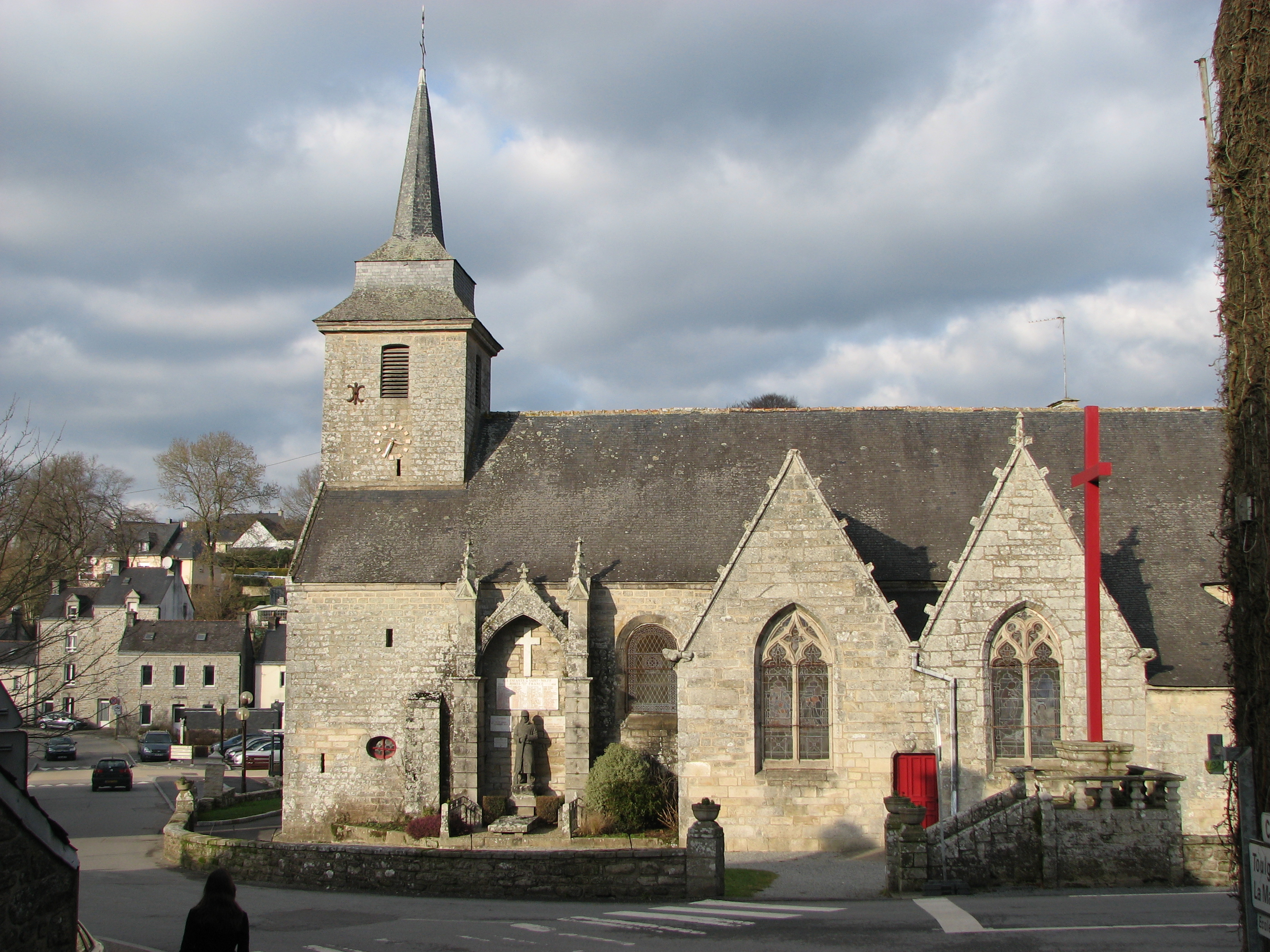
Kirche Saint-Mayeul
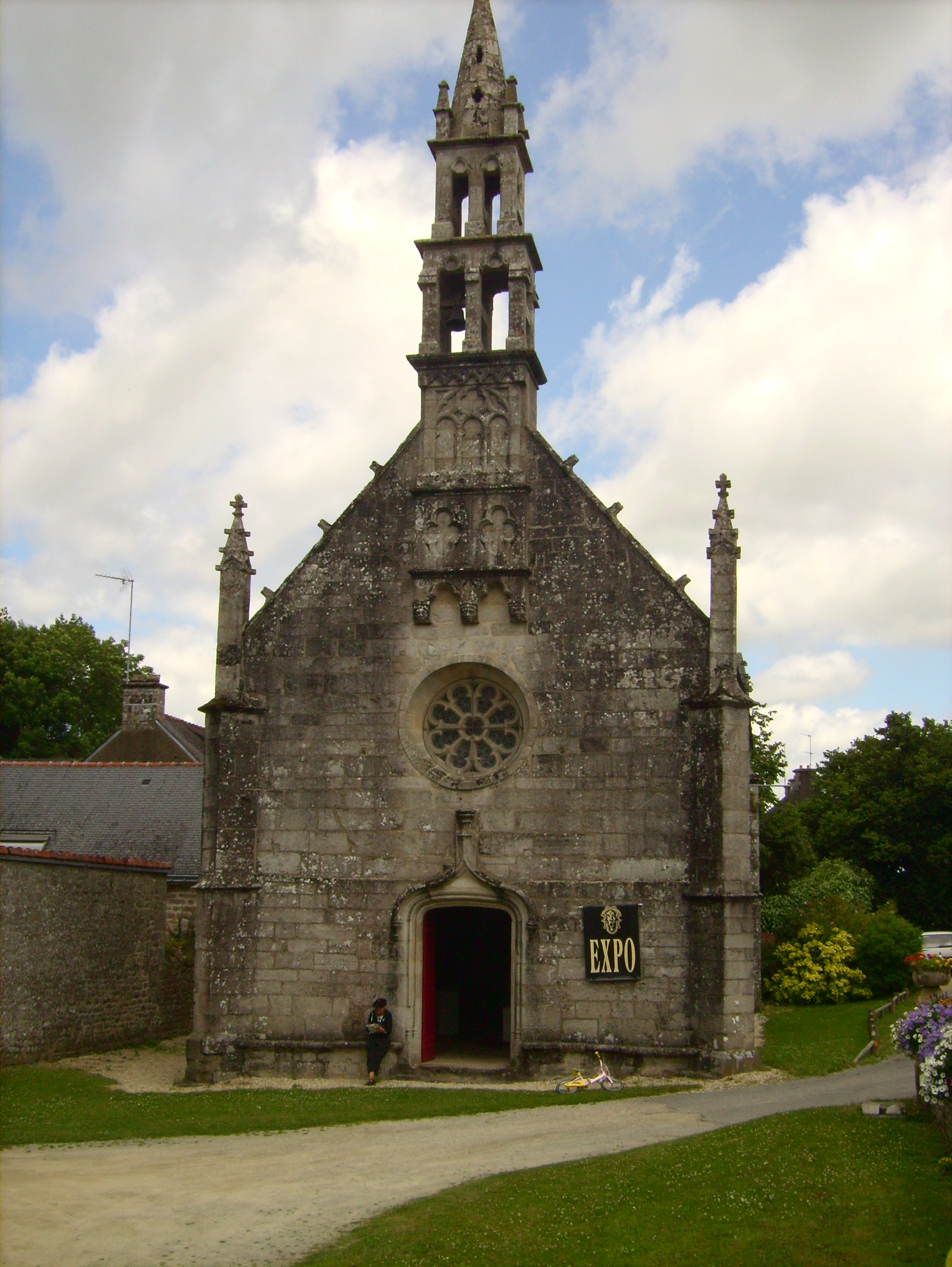
Kapelle Sainte-Anne
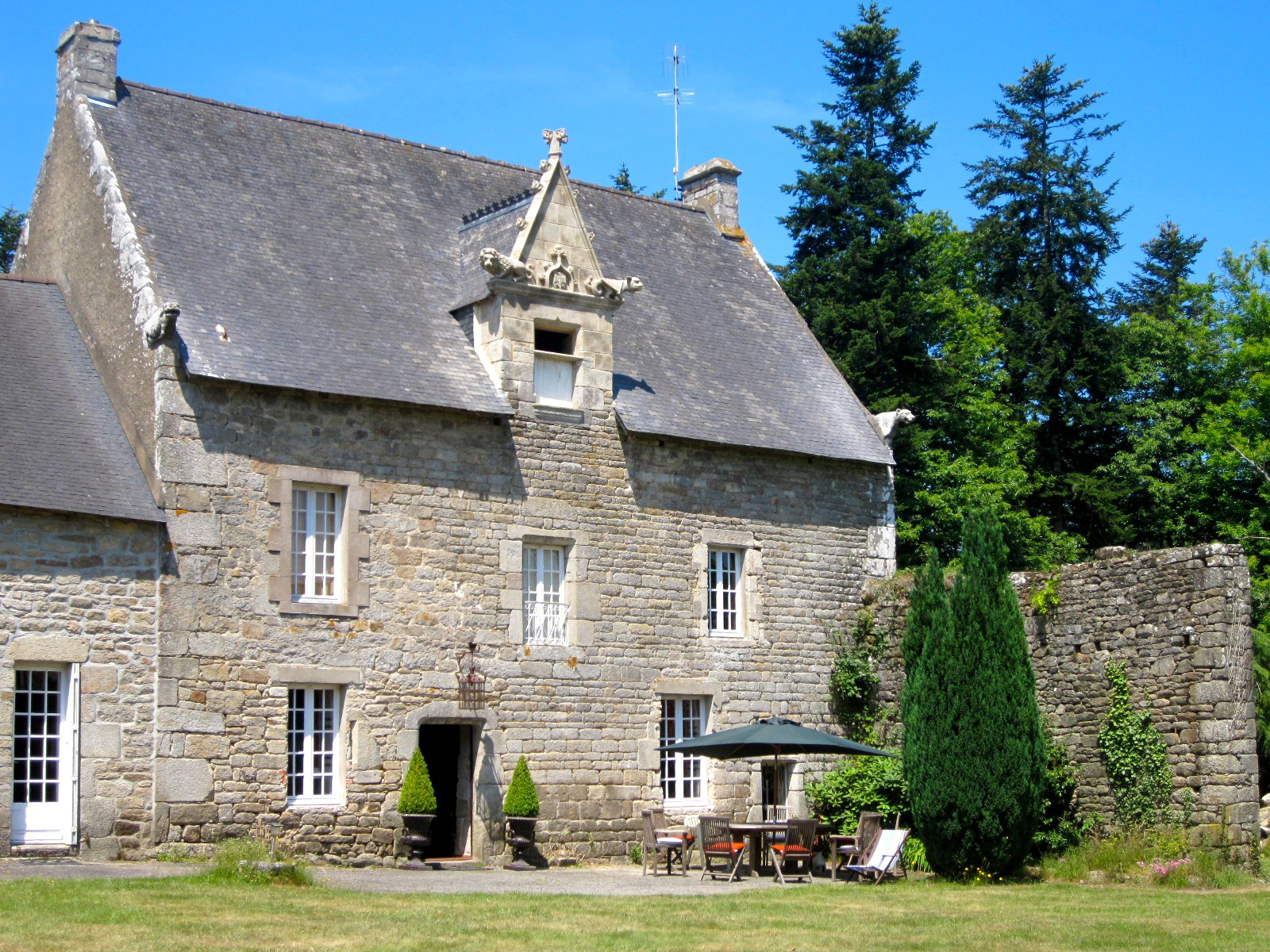
Herrenhaus Kerboulard

## Gemeindepartnerschaft
Mit der spanischen Gemeinde Pedrajas de San Esteban in der Provinz Valladolid (Kastilien-León) besteht eine Partnerschaft.

## Wirtschaft
Der Aromenhersteller Diana hat hier seinen Sitz.